# فنسنت وارد (مخرج)
فنسنت وارد (بالإنجليزية: Vincent Ward)‏ هو كاتب سيناريو ومنتج أفلام ومخرج نيوزلندي، ولد في 16 فبراير 1956 في Greytown, New Zealand ‏ في نيوزيلندا.

## وصلات خارجية
- فنسنت وارد على موقع IMDb (الإنجليزية)
- فنسنت وارد على موقع ألو سيني (الفرنسية)
- فنسنت وارد على موقع أول موفي (الإنجليزية)
- فنسنت وارد على موقع قاعدة بيانات الأفلام السويدية (السويدية)
- فنسنت وارد على موقع قاعدة بيانات الفيلم (الإنجليزية)
- فنسنت وارد على موقع كينوبويسك (الروسية)